# Johnny Carson (muziekpromotor)
Johnny L Carson (Atlanta, 15 april 1933 - aldaar, 27 juli 2010) was een Amerikaans sporter, muziekpromotor, producent en filantroop. Hij was met name actief in de muziekstijlen bluegrass, countrymuziek, western music en gospelmuziek.

## Biografie
Carson werd geboren in Cabbagetown, toen nog een zanderige mill village in Altlanta in Georgia. De "L" als middelste naam bestaat slechts uit een enkele letter en heeft geen betekenis. Hij speelde muziek vanaf zijn tiende en kreeg zijn eerste fiddle (viool) van zijn grootvader, Fiddlin' John Carson, die als eerste countryartiest in het zuiden een plaat uitbracht en daarmee wordt erkend als de vader van de commerciële countrymuziek. Zijn tante Rosa Lee trad op onder de artiestennaam Moonshine Kate.
Tijdens zijn highschooltijd was hij getalenteerd in meerdere sporten en het duurde tot de jaren tachtig, voordat zijn laatste records in hardlopen en veldloop werden verbroken. Tijdens de Koreaanse Oorlog diende hij in het Amerikaanse leger. Hij studeerde aan de John Marshall Law School, het Emmanuel Bible College en de Georgia State College of Business Administration (tegenwoordig Georgia State University).
Carson begon zijn loopbaan in de muziekindustrie al op zijn vijftiende als impresario voor verschillende bands. Ook steunde hij aankomende artiesten door onder meer tijdens festivals fiddles weg te geven aan studenten die het verdienden. Hij organiseerde door de jaren heen ook zelf tal van festivals in Cabbagetown. Verder was hij vakbondsleider in Decatur, ouderling en een leraar op een zondagsschool.
Gedurende zijn gehele carrière was hij producent, manager en promotor van honderden bands en artiesten in de muziekstijlen bluegrass, countrymuziek, western music en gospelmuziek. Hij werkte veel samen met Phyllis Annell Cole, met wie hij in 1970 Fiddlin’ John Carson Productions startte. Verder was hij mede-eigenaar van de muziekuitgeverijen Fiddlin' John Carson Publishers en Fid John Carson Publishers. Hij stond achter de successen van onder meer de countryzangers Daron Norwood en Mark Wills, de countryrockband Generals, de zangeres en actrice Diana DeGarmo en acteur en bluegrasszanger Randall Franks.
In 1982 was Carson medeoprichter van de Atlanta Country Music Hall of Fame en in 1986 zette hij de Atlanta Country Music Academy op met gratis muzieklessen voor aankomende zangers. Verder was hij mededirecteur en -oprichter van de Atlanta Society of Entertainers, was hij lid van Carolina's Country, Bluegrass and Gospel Hall of Fame en bestuurslid van de Friends of Georgia Music. Buiten de muziek om richtte hij met Cole in 1976 verder nog de International Association of Security Guards op. Als filantroop haalde hij meer dan twee miljoen dollar op voor verschillende goede doelen, zoals voor steun aan noodlijdende musici en voor fondsen als Children with AIDS en het Special Children’s Christmas Fund.
In 1996 werd Carson opgenomen in de Atlanta Country Music Hall of Fame en in 2009 in de Georgia Music Hall of Fame. In 2010 ontving hij verder de Pioneer Award van de Country-Bluegrass-Gospel Hall Of Fame. Nog datzelfde jaar overleed hij vanwege hartfalen in het Grady Memorial Hospital in Atlanta.